# Andrzej Madej
Andrzej Madej OMI (* 6. Oktober 1951 in Kazimierz Dolny, Polen) ist ein Ordenspriester und Superior der Mission sui juris Turkmenistan.

## Leben
Am 6. Oktober 1951 wurde Andrzej Madej im polnischen Kazimierz Dolny geboren. Die Priesterweihe erfolgte am 19. Juni 1977, im Alter von 25 Jahren, im römisch-katholischen Orden der „Oblaten der makellosen Jungfrau Maria“ dem Madej angehört. Am 29. September 1997 wurde Andrzej Madej zum Superior in der Mission sui juris von Turkmenistan ernannt.

## Schriften
- Dziennik pisany nad Dnieprem, Pallotinum, Poznań 1997. ISBN 83-7014-290-7